# Getuige à charge (boek)
Getuige à charge is sinds 1956 een Nederlandse bundeling van acht korte verhalen geschreven door Agatha Christie. De verhalen verschenen eerder al apart in diverse Britse en Amerikaanse tijdschriften. De oorspronkelijke versie zoals die is uitgegeven uitgegeven door Dodd, Mead and Company in de Verenigde Staten telt elf verhalen:
- Accident ('Ongeluk')
- The Fourth Man ('De vierde man')
- The Mystery of the Blue Jar ('Het geheim van de blauwe vaas')
- The Mystery of the Spanish Shawl, ook: Mr. Eastwood's Adventure ('Het avontuur van meneer Eastwood')
- Philomel Cottage ('Huize Filomeel')
- The Red Signal ('Het rode sein')
- The Second Gong ('De gong')
- Sing a Song of Sixpence ('Zing voor zes stuivers eens een lied')
- S.O.S. ('S.O.S.')
- Where There's a Will, ook: Wireless ('Het testament')
- The Witness for the Prosecution ('Getuige à charge')

## Verhalen in Nederlandse versie
De Nederlandse versie van het Getuige à charge laat drie verhalen uit van de Amerikaanse uitgave achterwege. De verhalen Het avontuur van meneer Eastwood en Zing voor zes stuivers eens een lied zijn opgenomen in Het Listerdale-mysterie; De gong maakt deel uit van de bundel Het wespennest. De volgorde wijkt ook af van het origineel.
| Engelse Titel                   | Nederlandse titel             | Plaats in de bundel |
| ------------------------------- | ----------------------------- | ------------------- |
| The Witness for the Prosecution | Getuige à charge              | (1e hoofdstuk)      |
| The Red Signal                  | Het rode sein                 | (2e hoofdstuk)      |
| The Fourth Man                  | De vierde man                 | (3e hoofdstuk)      |
| S.O.S.                          | S.O.S.                        | (4e hoofdstuk)      |
| Where There's a Will            | Het testament                 | (5e hoofdstuk)      |
| The Mystery of the Blue Jar     | Het geheim van de blauwe vaas | (6e hoofdstuk)      |
| Philomel Cottage                | Huize Filomeel                | (7e hoofdstuk)      |
| Accident                        | Ongeluk                       | (8e hoofdstuk)      |